# The Vibrators
I Vibrators sono un gruppo musicale punk rock britannico nato nel 1976. Inizialmente il gruppo era composto da Ian "Knox" Carnochan, Pat Collier, John Ellis e John "Eddie" Edwards.

## Discografia
- 1977 - Pure Mania
- 1978 - V2
- 1982 - Guilty
- 1984 - Alaska 127
- 1985 - Fifth Amendment
- 1988 - Recharged
- 1988 - Meltdown
- 1989 - Vicious Circle
- 1990 - Volume 10
- 1994 - Hunting For You
- 1996 - Unpunked
- 1997 - French Lessons With Correction
- 1999 - Buzzin'
- 2000 - Noise Boys
- 2002 - Energize
- 2006 - Punk: The Early Years

### Apparizioni in compilation
- 2001 - A Punk Tribute to Metallica

## Formazione

### Attuale
- Ian Carnochan – voce, chitarra
- John Ellis – chitarra
- John Edwards – batteria

### Ex componenti
- Adrian Wyatt - chitarra
- Ben Brierly - basso
- Gary Tibbs - basso
- Greg Van Cook - chitarra
- Malcolm Erring - chitarra
- Pat Collier – basso (Deceduto)[1]